# Шелехово (Хабаровский край)
Ше́лехово — село в Комсомольском районе Хабаровского края. Входит в состав Ягодненского сельского поселения.

## География
Село находится на правом берегу реки Амур, на расстоянии 151 км к северо-востоку от города Комсомольск-на-Амуре, административного центра района..

## Население
| 1992 | 2002 | 2010 | 2011 | 2012 | 2021 |
| ---- | ---- | ---- | ---- | ---- | ---- |
| 76   | ↗90  | ↘30  | →30  | ↘27  | ↘18  |

## Улицы
| - ул. Амурская, - пер. Лесной, | - ул. Магистральная, - ул. Центральная. |